# Wladek Zbyszko
Władysław Cyganiewicz, meglio conosciuto con il ring name di Wladek Zbyszko (Cracovia, 20 novembre 1891 – Savannah, 10 giugno 1968), è stato un wrestler e strongman polacco.
Fratello di Stanislaus Zbyszko, seguì le sue orme iniziando una carriera nel wrestling in Europa. Trasferitosi successivamente negli Stati Uniti d'America, nel gennaio 1917 sconfisse Ed Lewis conquistando il campionato americano dei pesi massimi. Cinque mesi dopo, dopo aver schienato nuovamente Lewis, si aggiudicò anche la versione bostoniana del campionato AWA dei pesi massimi ma arrivò a perdere entrambi i titoli nel giro di un anno. Nel corso dei decenni successivi fu impegnato, assieme al fratello, in diversi eventi in giro per l'Europa e l'America Latina.
Il suo incontro del 28 luglio 1934 che lo vide opposto a Hélio Gracie, terminato in pareggio, è stato definito dal giornalista Dave Meltzer come "uno dei più famosi match in Brasile dell'epoca" nonché importante evento nella storia della nota famiglia brasiliana.

## Biografia
Nato a Cracovia, allora parte dell'Impero austro-ungarico, era il fratello minore di Stanislaus Zbyszko. Dopo aver frequentato l'Università di Cracovia, ottenne una laurea in giurisprudenza presso l'Università di Vienna. Oltre alla passione per la lotta libera, in gioventù coltivò un forte interesse per la musica, in particolare per il pianoforte.

## Titoli e riconoscimenti
- American Wrestling Association (Boston)
  - AWA World Heavyweight Championship (Boston version) (2, contestato)[3]
- Other Titles
  - American Heavyweight Championship (1)[4][5]
- Professional Wrestling Hall of Fame and Museum
  - Pioneer Era: Class of 2009[1]
- Wrestling Observer Newsletter
  - Wrestling Observer Newsletter Hall of Fame: Class of 2010[6]